# ラジオネーム
ラジオネームは、聴取者が個人名を特定されない形でラジオ番組に参加する際に用いる異名・変名である。
最初に「ラジオネーム」という言葉を使ったのは、北海道の札幌テレビ放送（現・STVラジオ）の喜瀬浩で、自分のラジオ番組で使い始めてから徐々に広まった、という説がある。
郵便、ファックス、電子メールを投稿する場合や、電話、中継先、取材先またはスタジオで出演する際に用いる者がいる。また、電話を受けるために配置されている担当者（オペレーター）に「ラジオネーム○○です」などと異名を伝えて、番組に参加する者もいる。
ラジオネームを定めずに番組に参加する場合は匿名希望とする事があり、放送内でも匿名希望のリスナーとして紹介する。
番組やその回（コーナー）で扱う内容によって、本名で参加する聴取者が多い場合や、逆にラジオネームで参加する聴取者が多い場合がある。後述のように放送局や出演者、番組関係者の意向からラジオネームを利用した投稿を認めておらず、本名を使って投稿をするように呼びかけている番組もある。
中にはペンネームと呼ぶ番組もある（mamiのRADIかるコミュニケーションなど）。ファックスで参加する聴取者について、特にファックスネームという呼称が使われる場合もある。また電子メール・番組公式BBSや投稿フォームから参加の場合、ハンドルネームと称されることもある。
ラジオネームのみで本名（並びに住所・電話番号等の個人情報）を記していない投稿は珍しいものではないが、あくまでその放送内で通用する異名のため、ノベルティやプレゼントの送付が決定した場合はラジオネームでは送付が不可能なため、パーソナリティから放送内で本名や住所を連絡するように求めたり、予め本名や住所を記載して参加するように求めたりする事がある。
また、X（Twitter）など不特定多数の人が閲覧可能なSNSからの投稿の場合個人情報の記載が出来ないため、ノベルティやプレゼントの送付が決定した場合、放送終了後に番組や放送局のアカウントから投稿者のアカウントに個別に連絡をとって送付先を連絡するように求めることが多い。

## 補足
番組や放送局によって、オリジナルの呼称を用いる事もある。
番組の場合では、例えば、絶望ネーム（さよなら絶望放送）、きゃらしょネーム（東京キャラクターショーRADIO）、アニタンネーム（有楽町アニメタウン）、カキーンネーム（Kakiiin）、キッズネーム（王様ラジオキッズ）、四股名（デーモン小暮のオールナイトニッポン）、隊員名（渡り廊下走り隊7）、DAPPYネーム（motoのオールナイトニッポン0(ZERO)）、チェリーネーム、ピーチネーム、ヤリーネーム(星野源のオールナイトニッポン)などがある。
また放送局の場合、Kiss FM KOBEでは、自社製作番組には「Kissネーム」という呼称が用いられる。
ただし、ラジオ局ではZIP-FM、番組では『おはようパーソナリティ道上洋三です（ABCラジオ）』や『FUNKY FRIDAY（NACK5）』や『民謡で今日拝なびら（RBCiラジオ）』の様に、ラジオネームの使用を一切認めていない番組もある。また、『永六輔の誰かとどこかで（TBSラジオ）』（投稿内容によっては、匿名にすることもある）、『山下達郎のサンデー・ソングブック』なども、原則としてラジオネームは使用できない。
また、文化放送制作のリクエスト番組『ミュージックギフト〜音楽・地球号』でも番組の性格上、本名でリクエストすることを推奨している。但し、匿名・ラジオネームでリクエストしてきたリスナーの投稿文を読む場合、「～という方」とラジオネームに付け足す。
ピーター・バラカンやジョン・カビラなどは「自分の発言には自信を持って欲しい」というポリシーから、自身の担当番組でラジオネームの使用は認めていない。
なお、『林原めぐみのHeartful Station』のように、通常はラジオネームの使用が可能だが「合格コール」の時だけは本名のみという番組もある。
投稿者によっても、独自にネームの呼び名を付けたり変えたりすること（例えば、オタフクソースネームなど）もたまにある。
BAYFMの金曜ベイラインでは、『ラジオ人間』と題して、紹介する。